# Humphrey de Lancastre
Titres
Duc de Gloucester
16 mai 1414 – 23 février 1447
(32 ans, 9 mois et 7 jours)
Comte de Pembroke
16 mai 1414 – 23 février 1447
(32 ans, 9 mois et 7 jours)
Humphrey de Lancastre, né le 3 octobre 1390 et mort le 23 février 1447, fils du roi d'Angleterre Henri IV et frère du roi Henri V, comte de Pembroke et duc de Gloucester de 1414 à 1447, gouverne le royaume d'Angleterre avec le titre de lord protecteur aux côtés de son frère Jean de Lancastre pendant la minorité du roi Henri VI (1422-1437), Jean s'occupant cependant principalement des affaires de la France dans une phase cruciale de la guerre de Cent Ans, consécutive au traité de Troyes (1420).

## Biographie

### Origines familiales et jeunesse
Petit-fils de Jean de Gand (ou Jean de Lancastre) et arrière-petit-fils d'Édouard III, Humphrey est le dernier fils de Henri IV (1367-1413), successeur sur le trône de son cousin Richard II, qu'il renverse en 1399, mettant fin à la dynastie directe des Plantagenêt et initiant celle des Lancastre. 
Sa mère est Marie de Bohun (1369-1394), fille de Humphrey de Bohun, comte de Hereford (de qui vient son prénom), première épouse de Henri, morte en couches à la naissance de sa fille Philippa, trop tôt pour devenir reine.
Humphrey a trois frères plus âgés : Henri (1386-1422), futur Henri V, Thomas, duc de Clarence (1388-1421), et Jean, duc de Bedford (1389-1435), et deux sœurs plus jeunes : Blanche (1392-1409) et Philippa (1394-1430).
Humphrey est adoubé en 1399 en même temps que Jean et Thomas et ils sont admis dans l'ordre de la Jarretière en 1400.

### Sous le règne deHenriV(1413-1422)
Il est fait duc de Gloucester au début du règne de Henri V et admis au Conseil privé en 1415.
Il participe à la campagne en France de 1415, marquée par la victoire anglaise d'Azincourt (25 octobre), durant laquelle il est blessé.

### Lord Protecteur du royaume (1422)
Le 31 août 1422, Henri V meurt, laissant la couronne d'Angleterre à Henri VI, né en décembre 1421. À la mort du roi de France Charles VI, en vertu du traité de Troyes de 1420, la couronne de France échoit aussi à Henri, qui devient Henri II de France (titre non retenu par la postérité), au détriment du dauphin Charles (1403-1461), déshérité par le traité, mais qui ne se proclame tout de même roi de France sous le nom de Charles VII.
La régence échoit au duc de Bedford, mais celui-ci va s'occuper en priorité des affaires de la France, dont les Anglais contrôlent la partie nord jusqu'à la Loire (notamment Paris), soutenus par le duc de Bourgogne Philippe le Bon et par le parti des Bourguignons, tandis que Charles VII, soutenu par les Armagnacs, contrôle les régions au sud de la Loire.
Le duc de Bedford laisse en son absence le gouvernement de l'Angleterre à la fois à Humphry, nommé Lord-protecteur, et au chancelier Henri Beaufort. Mais les deux hommes ne s'entendent pas et le royaume est mal gouverné. 

### Conflit de Humphrey avec le duc de Bourgogne
De plus, Humphrey jalouse Bedford et tente de contrecarrer sa politique d'alliance avec le duc de Bourgogne. En mai 1423, il épouse Jacqueline de Bavière, héritière du comté de comté de Hainaut sur lequel Philippe le Bon, déjà comte de Flandre, a des vues.
En octobre 1424, le duc de Gloucester débarque une armée à Calais et part à la conquête du comté de Hainaut. Bedford lui ordonne d'interrompre son offensive qui se termine d'ailleurs en fiasco, les troupes anglaises étant décimées par les Bourguignons. Incohérent, Humphrey de Lancastre ne s'entend pas avec son épouse et entretient une liaison ouverte avec une Anglaise, Éléonore Cobham, avec qui il repart pour l'Angleterre. 
Finalement, le divorce sera prononcé en 1428, le Hainaut tombera entre les mains du duc de Bourgogne et Humphrey épousera sa maîtresse.

### Conflit avec le chancelier Henri de Beaufort
La rivalité reprend alors avec Henri Beaufort et devient tellement vive que Jean de Bedford doit revenir à Londres où il éloigne Beaufort en lui promettant le cardinalat. Gloucester est maintenu à la lieutenance d'Angleterre, à la suite de sa promesse solennelle qu'il cessera ses intrigues.
Lorsque Jean de Bedford meurt en 1435, Humphrey de Gloucester et Henri Beaufort se disputent la régence. Le premier voudrait continuer la guerre contre la France, le second pencherait pour négocier une trêve. Le pays était exsangue et hors d'état de continuer un conflit extrêmement coûteux. Les récents échecs ont, de plus, découragé plusieurs ex-partisans de la guerre. 

### Négociations avecCharlesVII
Le Parlement prend parti pour Beaufort qui envoie à Paris, qui a été reprise par Charles VII en 1430, William de la Pole, comte de Suffolk (petit-fils du chancelier de Richard II), y négocier une trêve condlue à Tours en 1444.
En 1445, Henri VI épouse Marguerite d'Anjou, nièce par alliance de Charles VII. Le pouvoir tombe entre les mains du comte de Suffolk et de Edmond Beaufort, comte de Somerset, qui ont arrangé le mariage. Leur premier but est d'éliminer Humphrey de Gloucester qui pourrait le leur contester. Déjà, sa deuxième femme avait été condamnée pour sorcellerie et enfermée à vie. 

### Mort et funérailles
Le 20 février 1447, il est arrêté sous l'inculpation de tentative de rébellion au Pays de Galles. Trois jours plus tard, il meurt en prison, probablement d'une attaque cardiaque, mais certains accusent Suffolk ou le cardinal Beaufort de l'avoir fait assassiner.

## Descendance
Il a deux enfants illégitimes :
- Arthur de Gloucester (décédé en 1447)[1]
- Antigone de Gloucester, qui épousa Henry Grey, Lord de Powys (c. 1419-1450) puis John d'Amancier[2].